# ロックダウン (政策)
ロックダウン（英: lockdown）とは、危険や差し迫った脅威・リスクなどを理由に、特定地域もしくは建物へ入ったり、そこから出たり、その中を移動したり（そのいずれか一つまたは複数）が自由にできない緊急の状況をいう。通常は公的機関からの法的処罰を伴う指令であり、戒厳令にも近い性格を持つ。したがってもしもそれに違反する行動は相当危険である。人々の移動や、屋外活動を基本的に政府や自治体が強制的に禁止することを意味する場合もある。また、緊急事態において人の移動・企業活動制限を法的処罰をもって行われるとの見解がある。ただし日本における人流の抑制などを目的とする「緊急事態宣言」「自粛要請」の措置とは異なるとする見解がある。都市全体を封鎖する場合は、日本では都市封鎖とも呼ばれるが、日本語の辞書には記載がなく、現在のところ定義がない。「フル・ロックダウン」は、人々が、現在の場所にとどまり、じっとしていることを求められ、出入りが禁止される状況をいう。

## 種類
緊急ロックダウンと予防ロックダウンとがある。

### 予防ロックダウン
予防ロックダウンでは、安全を確保するために、考えうる限りでのあらゆる危険を回避することを目的として、最悪のシナリオやシステムの脆弱性に対処される予防措置である。
予防ロックダウンの計画がなされていない場合は、人命の損失などが急速にエスカレートする可能性がある。

### 緊急ロックダウン
緊急ロックダウンは人命に対する差し迫った脅威またはリスクがある場合に実施される。外部からの侵入者に対しての学校における緊急ロックダウンの手順は、短く簡単である必要がある。簡単な手順は、長期にわたる訓練の代わりに、定期的な練習で周知することができる。
1999年のコロンバイン高校銃乱射事件以降、アメリカの学校では、緊急ロックダウンの手順が学校によって異なり、標準的な手順を続けるものもあれば、脅威に対する積極的なアプローチを推奨する学校もある。

### 刑務所
英語圏では一般にロックダウンという用語は、刑務所での囚人の移動の制御を意味する。
囚人の暴動ではフル・ロックダウンが実施される。

### 病院
病院のロックダウンについてのアメリカ合衆国のガイドラインでは、停電、地震、洪水、火事、爆弾や人質による脅迫、銃乱射などのアクティブシューター (active shooter) などのケースが記載されている。ほか、何らかの危害の考えられる物質などによる汚染、暴動、子どもなどの誘拐事案についても考慮されている。
製造業では、製造を妨げる問題を特定するために製造を停止して改善することを指す。ロックダウンイベント (lockdown event) と呼ばれる。

## 実施例

### アメリカ同時多発テロ事件
2001年にアメリカ同時多発テロ事件が発生した時には民間領空が3日間封鎖された。

### クロナラ暴動（シドニー）
2005年にはオーストラリアのシドニーで、レバノン系若者と白人（欧州系）若者との間でクロナラ暴動が発生した。ニューサウスウェールズ州政府は、緊急事態に関して州内の特定地域と道路をロックダウンする権限を警察に与え、警察はサザランド・シャイアなどをロックダウンした。
2008年1月30日、ブリティッシュコロンビア大学 (UBC) で脅威が発生したとして王立カナダ騎馬警察が6時間ロックダウンし、職員や学生らは建物内に待機した。

### ボストンマラソン爆弾テロ事件
2013年のボストンマラソン爆弾テロ事件ではボストン市内全域がロックダウンされ、テロリストの探索がなされた。

### パリ同時多発テロ事件
2015年のパリ同時多発テロ事件の際は、ベルギーでロックダウンが2日間続けられた。同年、ロサンゼルス統一学区がテロの脅威により封鎖された。

### 新型コロナウイルス感染症（COVID-19）の世界的流行
中華人民共和国（以下、中国）の湖北省武漢市で2019年末に発生したSARSコロナウイルス2による新型コロナウイルス感染症（COVID-19）の流行では2020年に入ってからパンデミック（世界的流行）を引き起こし、中国、イギリス、EU、マレーシア、アメリカ合衆国のカリフォルニア州やニューヨーク州、北朝鮮の開城市、インドなどでロックダウン措置が実施された。また同時期には非常事態宣言も発令したが、感染者が減少傾向に見られたため経済活動優先とし一部緩和するなどした。しかしその後、感染者が急激に増加したため、イギリスやドイツ、フランスといったヨーロッパなどでは再びロックダウンを実行した。コロナ・ショックと呼ばれる程の世界的な経済困難に陥っているため、1度目よりも規制を緩和したロックダウンを実行した国が多い。
部分的なロックダウン・部分封鎖 (partial lockdown) では、住民の活動の一部が制限される。夜間外出禁止令などがその例である。
完全封鎖、フル・ロックダウンでは、住民のほとんどの活動を制限するが、社会の基本インフラストラクチャー（日本でいうところの、いわゆるライフライン）などの機能を停止することはしない。
薬局、薬店、食料品店、生活用品店、公設市場、ガソリンスタンド、修理店、病院、診療所、銀行、証券会社、保険会社、警備会社、公共交通機関、郵便、物流、通信、報道機関、農業、畜産、水産、食品生産、製薬、生活用品生産、電力会社、ガス会社、ゴミ処理、火葬場、警察、消防、国防、国境警備、沿岸警備、税関、官公署などはロックダウン期間中も例外として感染拡大防止策を講じて機能を維持する。
また飲食店などは店内飲食は認められないが、持ち帰りと出前については認められる事もある。

## 日本での実施について
2020年以降の日本における新型コロナウイルス感染症（COVID-19）の感染拡大に際しては、2020年4月に安倍晋三内閣総理大臣が改正・新型インフルエンザ等対策特別措置法に基づき初の緊急事態宣言を発令した。ただし、諸外国のような行動制限を制定し、違反者に刑罰を与えるロックダウンは日本では行われていない。日本国政府からは「外出自粛要請（お願い）」の形で行われており、罰則や強制力が伴っていない。
安倍総理は2020年4月1日の参院決算委員会で「緊急事態宣言がただちにロックダウンというものではない。フランスがやっているようなロックダウンが（日本で）できるのかといえば、それはできない」と述べた。また、菅義偉内閣総理大臣は、「外出の制限をする法律は、国民の理解をいただかないと難しい」「感染対策の決め手とはならず、各国ともワクチン接種を進めることで日常を取り戻している」として慎重な姿勢を見せている。一方で全国知事会や高市早苗、河野太郎は、ロックダウンを含めた法整備を検討すべきだと主張している。
日本国憲法上、強制力を伴うロックダウン等の措置ができるか否かについて、大和大の岩田温准教授（政治学）は、日本では強制力を伴う措置ができないという立場から、「日本国憲法に国家緊急権が規定されていないことが背景にある」とし、「立憲主義の観点から私権制限には慎重な判断が必要」とした上で、「憲法を守るより、国民を守る政治的判断がより重要となる局面はあり得る。これを機に、憲法に例外的な緊急事態条項を設ける議論をすべきだ」とする。
これに対し、東京都立大の木村草太教授（憲法学）は、「憲法を変えずとも強い措置は可能」との考えを示し、科学的根拠があって基本的人権に配慮した感染症対策は、現行憲法は禁じていないとした上で、「憲法上の個人の権利と統治機構のルールを守った上で法整備し、行動規制すればいい。改憲論議と結びつけるのは違う」と論じた。
また、日本国内の高齢者施設等の集団入所施設の多くでは、クラスター(集団感染)対策のため施設自体が厳格な閉鎖を行うことで、自主的かつ施設レベルでの事実上のロックダウンを実施することもある。

## 影響

### 心理的影響
精神科医ボリス・シリュルニクは、ロックダウンは生存のために必要な措置だが、人の心を恐ろしいほど圧迫し、特にもともと心の不調を持った人、幼少期のトラウマがある人、恵まれない環境で育った人、家庭内に不和がある人、経済的に不安定な人などに与えるダメージが大きく、パニック障害が再発したり、急性の錯乱状態になったりしたケースがあったと指摘している。その原因として環境からの刺激がなくなったり、自分から環境へ働きかけられなくなったりする感覚遮断があり、これは独房の囚人、潜水艦乗組員、南極に長期滞在する研究者、遠洋航海船員なども経験することで、不安障害に陥ったりする。

### 経済的影響
ロックダウンは、経済や雇用の（急激な）悪化など甚大な影響を与える副作用をはらむと指摘されている。

## その他の用法

### コンピュータ
コンピュータなどのITにおいて、セキュリティ強化のためにOSやアプリケーションなどの機能を制限する仕組みのこと。